# 音エモン
音エモン（おとエモン、OTOEMON）は、関西テレビ放送で放送されていた音楽番組である。

## 概要
以前から、カンテレでは1日の放送終了時に5-10分程度のミュージッククリップの最終番組（当初題名不明→「ナイトクリップ」→「クリッククリップ」と改題）を放送し続け、2003年よりこの題名になっている（ただし2010年ごろから、日によってカンテレが発売・製作するビデオ・DVDソフト紹介のミニ番組がこの番組の後に組まれることがあり、必ずしも最終番組でない場合もあったが、2012年7月からその日の深夜番組終了後～翌日の定時番組の開始直前までフィラーとしてこれらの紹介番組が編成され、終夜放送になったため、事実上最終番組ではなくなった）。
1週間の基点は基本的に月曜日深夜（火曜日未明）で、毎回主にJ-POP系の歌手・グループの楽曲、または火曜日22時から自社製作する連続ドラマのテーマソングなどを中心に、そのミュージッククリップビデオ（プロモーションビデオ）を放送する。また番組の後半（前半だった時期もある）ではカンテレ、あるいは関連団体・メディアプルポが主催・後援するイベントの情報を紹介するコーナーもある。
1週間に1回は放送時間を延長した30分の拡大版で、アーティストへのインタビューなどのコーナーを放送している。2014年4月の放送からはナビゲーターとして近藤夏子が進行役を務めている。
2020年4月放送分より大幅リニューアル。番組ロゴやオープニング（作曲：ドラマストア）が一新された。2020年9月30日（29日深夜）の放送で最終回を迎えた。

## 出演者

### 番組終了時の出演者
- 近藤夏子（2014年4月2日 - 2020年9月30日）- 司会・進行役、ナビゲーター。

### 過去の出演者
- 小塚舞子（2005年）
- 蛋乂獅（2006年）
- パピーペット（2006年ごろ）
- Marry Doll（2010年ごろ）
- 武智志穂（2012年7月 - 2014年3月31日）
- MAINA･EON（大阪☆春夏秋冬）（2016年5月8日 - 2017年3月26日）- MC見習いとして出演。

## コーナー

### 現在放送中のコーナー
- インタビュー
  - ゲストを迎えてトークを繰り広げる。
- 新人紹介コーナー Eureca!!（ユリイカ）
  - 番組×タワーレコード×Eggsとのコラボによるアーティスト発掘企画会議。
- POWER PUSH MUSIC
  - 「音エ〜モン」に代わるミュージックビデオコーナー。2020年4月よりスタート。番組独自で選んだおススメのアーティストをピックアップして紹介。

### かつて放送されたコーナー
- 音エ～モン
  - タワーレコードバイヤーと番組スタッフが、一押しのアーティストをピックアップして紹介するミュージックビデオコーナー。2020年3月終了。
- FUJIYAMA通信
  - FUJIYAMA PROJECT JAPANの単独コーナー。
- 古関れんのミュージックトラベラー

#### アニメコーナー
- 巻き巻き!キノイくん[2]
  - 2014年11月1日開始。
- ナルどマ
  - 2015年5月16日 - 2016年7月 毎週土曜日に番組内で放送されたフラッシュショートアニメ。
- ちょびっとづかん
  - 2016年7月16日より5分枠のフラッシュのショートアニメとして放送された。
- 岐阜のたてかよこ